# Soltinsaari
Soltinsaari är en ö i Finland. Den ligger i sjön Längelmävesi och i kommunen Orivesi i den ekonomiska regionen Tammerfors och landskapet Birkaland, i den södra delen av landet, 170 km norr om huvudstaden Helsingfors. Öns area är 3,7 hektar och dess största längd är 340 meter i öst-västlig riktning.